# Rickenbacker 325
Die Rickenbacker 325 ist ein E-Gitarren-Modell, das seit 1958 vom US-amerikanischen Musikinstrumentenhersteller Rickenbacker angefertigt wurde. Das Instrument zählt zur Klasse der E-Gitarren mit ausgefrästem hohlem Holz-Korpus (englisch: Semi-solid – „halbmassiv“). Bei seiner Markteinführung war das Modell eine der ersten industriell in Serie gefertigten E-Gitarren mit einem durch den gesamten Korpus gehenden Hals (engl.: Neck-thru). Eine weitere Besonderheit des Modells ist seine kurze Mensur von 20-3/4 Zoll. Internationale Bekanntheit erlangte die Rickenbacker 325 in den 1960er-Jahren durch John Lennon, Mitglied der englischen Pop- und Rockband The Beatles. Lennon benutzte das Rickenbacker-Modell in der ersten Hälfte der 1960er-Jahre als eines seiner Haupt-Musikinstrumente.

## Geschichte
Die Firma Rickenbacker stellte seit dem Jahr 1932 industriell gefertigte E-Gitarren her. Das erste in Serie gefertigte Modell war die Rickenbacker Frying Pan, eine Lap-steel-Hawaii-Gitarre mit einem einzelnen elektromagnetischen Tonabnehmer. Außerdem baute das Unternehmen seit den 1930er-Jahren elektrisch verstärkbare Archtop-Gitarren (Firmenbezeichnung: „Electro Spanish“), deren Markterfolg jedoch hinter den Erwartungen zurückblieb.
Im Jahr 1954 hatte die Firma Rickenbacker mit der Produktion von E-Gitarren begonnen, deren Konstruktion nicht mehr auf derjenigen von Akustikgitarren fußte. Dazu hatte das Unternehmen den deutschstämmigen, 1953 von Berlin in die USA ausgewanderten Gitarrenbauer Roger Rossmeisl eingestellt, der zuvor für kurze Zeit beim Konkurrenten Gibson Guitar Corporation beschäftigt gewesen war. Rossmeisl gestaltete ab 1954 die neue Produktlinie Rickenbackers, die aus Solidbody- und Semi-solid-E-Gitarrenmodellen bestand. Die ersten Modelle dieser Reihe waren mit dem seit 1932 hergestellten Tonabnehmer-Typ Horseshoe pickup („Hufeisen-Tonabnehmer“) ausgestattet. 1956 führte Rickenbacker das Konstruktionsprinzip des durch den gesamten Korpus gehenden Instrumentenhalses ein, das bis zur Gegenwart ein charakteristisches Merkmal von E-Gitarren und E-Bässen der Firma geblieben ist.
Auf diesen Entwicklungen aufbauend gestaltete Rossmeisl im Jahr 1958 eine zunächst Capri genannte Reihe von E-Gitarren, deren erstes Modell die Rickenbacker 325 war. Wenig später wurde die Modellreihe in Serie 300 umbenannt. Das Modell 325, einziges Instrument der Reihe mit kurzer Mensur, verkaufte sich in den ersten Jahren nach seiner Einführung nur schleppend. Erst durch den Erfolg der Beatles und John Lennons, der das Instrument regelmäßig bei Bühnenauftritten und Studioaufnahmen spielte, wurde das Modell 325 Anfang der 1960er-Jahre zu einer der populärsten Gitarren von Rickenbacker. Den Erfolg der Beatles für Werbezwecke nutzend bewarb der britische Vertrieb für Rickenbacker, das Unternehmen Rose, Morris, Ltd., das Gitarrenmodell Mitte der 1960er-Jahre in Werbeanzeigen als „Beatle backer“ (auf Deutsch sinngemäß etwa „Beatles-Rückgrat“). Der Kaufpreis für das Modell betrug in den USA zu dieser Zeit 269,50 US-$ (heute ungefähr 1.700 €).
Ein Exemplar der Rickenbacker 325 wurde im Jahr 2004 im Rahmen der deutschen Wanderausstellung Stromgitarren zur Geschichte der E-Gitarre im Landesmuseum für Technik und Arbeit Mannheim und im Deutschen Technikmuseum Berlin gezeigt.

## Konstruktion und Gestaltung

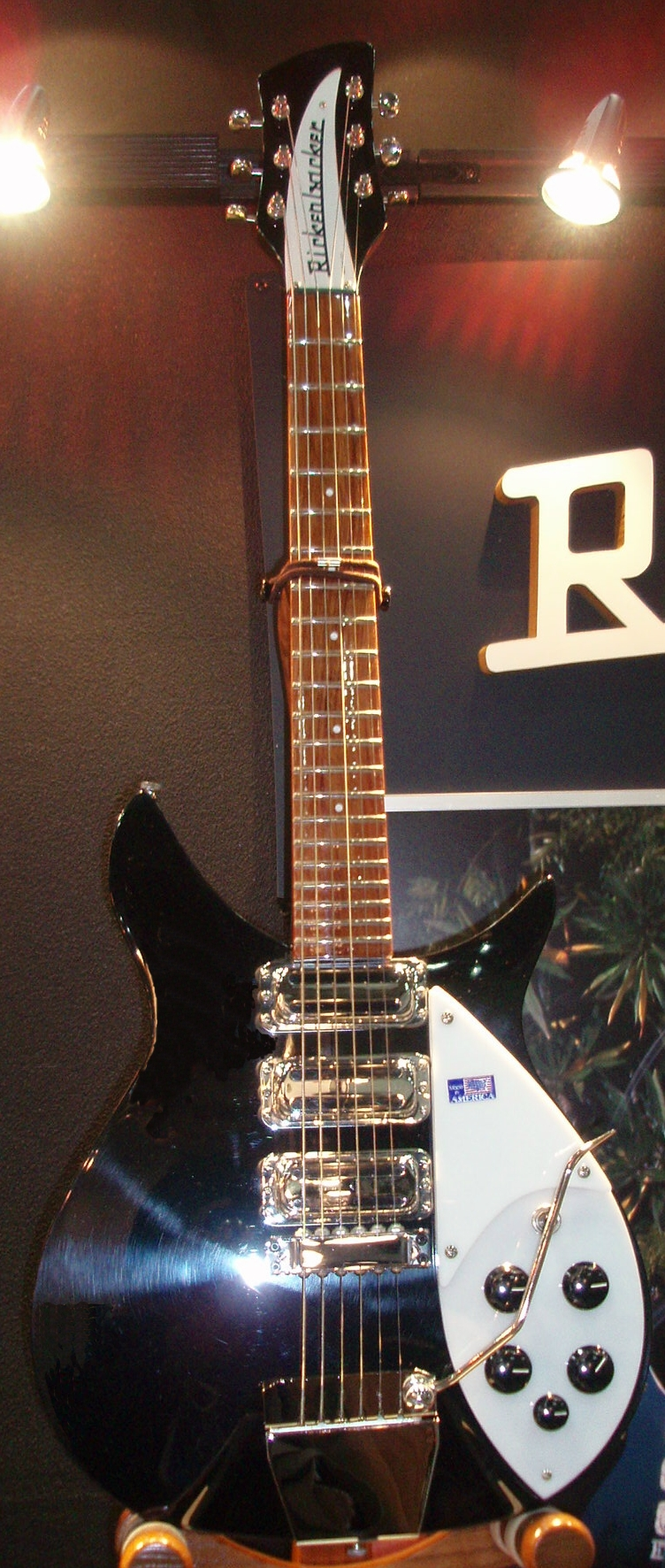
Eine Rickenbacker 325 E-Gitarre in einer für das Modell typischen schwarzen Lackierung von Korpus und Kopfplatte sowie mit Kauffman-Vibrato

Die Rickenbacker 325 ist eine semi-solid E-Gitarre mit zwei großen Hohlkammern im Korpus. An den über die gesamte Länge des Instruments gehenden einteiligen Hals aus massivem Ahornholz ist links und rechts je ein Korpusflügel angeleimt. Eine eigentliche Zarge fehlt. Die Korpusflügel werden hergestellt, indem in „Sandwich“-Bauweise zwei im Umriss identische, ebenfalls aus massivem Ahornholz bestehende, in Form gesägte Platten pro Flügel passgenau aufeinandergeleimt werden. Die zur Vorderseite zeigenden Flügelplatten werden zuvor mittels Fräsen ausgehöhlt. Die aus der Stärke beider Flügelplatten resultierende Korpusdicke beträgt etwa zwei Zoll. Das Modell 325 hat wie die meisten Rickenbacker-Gitarren und -Bässe links und rechts am Halsansatz je einen Korpuseinschnitt (Cutaway), dessen „Korpushorn“ eine Spitze bildet. Ein besonderes, für Rickenbacker-Gitarren charakteristisches Gestaltungselement ist eine trapezförmige Ausfräsung der Instrumentendecke am Korpusfuß. Diese von Roger Rossmeisl entworfene Konstruktionsform hat den Vorteil, dass der Saitenhalter beziehungsweise das auf der Decke befestigte Tremolo-System einige Millimeter tiefer liegt als der Steg. Dies erhöht den Andruck der Gitarrensaiten auf den Steg und trägt so positiv zu deren Ausschwingdauer (englisch: Sustain) bei. Die Rickenbacker 325 war sowohl mit festem Saitenhalter als auch mit einem als Kauffman-Vibrato bezeichneten Tremolo-System sowie ab 1964 auch mit einem Accent-Vibrato genannten Tremolo-System erhältlich.
Die Elektrik des Gitarrenmodells besteht aus drei elektromagnetischen Tonabnehmern in Einzelspulenbauweise (Single Coil), je zwei Drehreglern (Potentiometer) für Lautstärke und Klang der Tonabnehmer sowie einer Buchse für einen 6,35-Millimeter-Klinkenstecker, um die Gitarre per Instrumentenkabel mit einem Gitarrenverstärker verbinden zu können. Die Potentiometer und deren Drehknöpfe sind an einem großen Schlagbrett aus mehrschichtigem Kunststoff befestigt, das den unteren Korpusflügel des Instruments nahezu vollständig bedeckt. Auffällig an der Rickenbacker 325 ist auch die Größe der in der „Zarge“ sitzenden Grundplatte der Klinkenbuchse; diese trägt zusätzlich die eingeprägte Seriennummer des Instruments. Der Steg des Gitarrenmodells ist mehrteilig, aus verchromtem Stahl und Aluminium gefertigt und kann sowohl in der Höhe als auch in der Oktavreinheit verstellt werden.
Die aus Ahornholz bestehende Kopfplatte trägt die sechs Stimmmechaniken in 3:3-Anordnung sowie die charakteristische sichelförmige Abdeckplatte für den Halsspannstab mit Rickenbacker-Firmenlogo. Das Griffbrett mit 21 Bünden einiger früher Instrumente des Modells 325 ist ebenfalls aus Ahorn, spätere Versionen tragen ein Palisander-Griffbrett. Der Sattel der Rickenbacker 325 besteht aus Kunststoff.
Die Rickenbacker 325 war standardmäßig in den Korpus- und Kopfplatten-Lackierungen schwarz und „Hi Lustre Blonde“ (farbloser Klarlack) sowie in den Sunburst-Varianten „Autumnglo“ („Herbstglanz“, ein brauner konzentrischer Farbverlauf) und „Fireglo“ („Feuerglanz“, Farbverlauf in rot-orange) erhältlich.

## Die Rickenbacker 325 und John Lennon

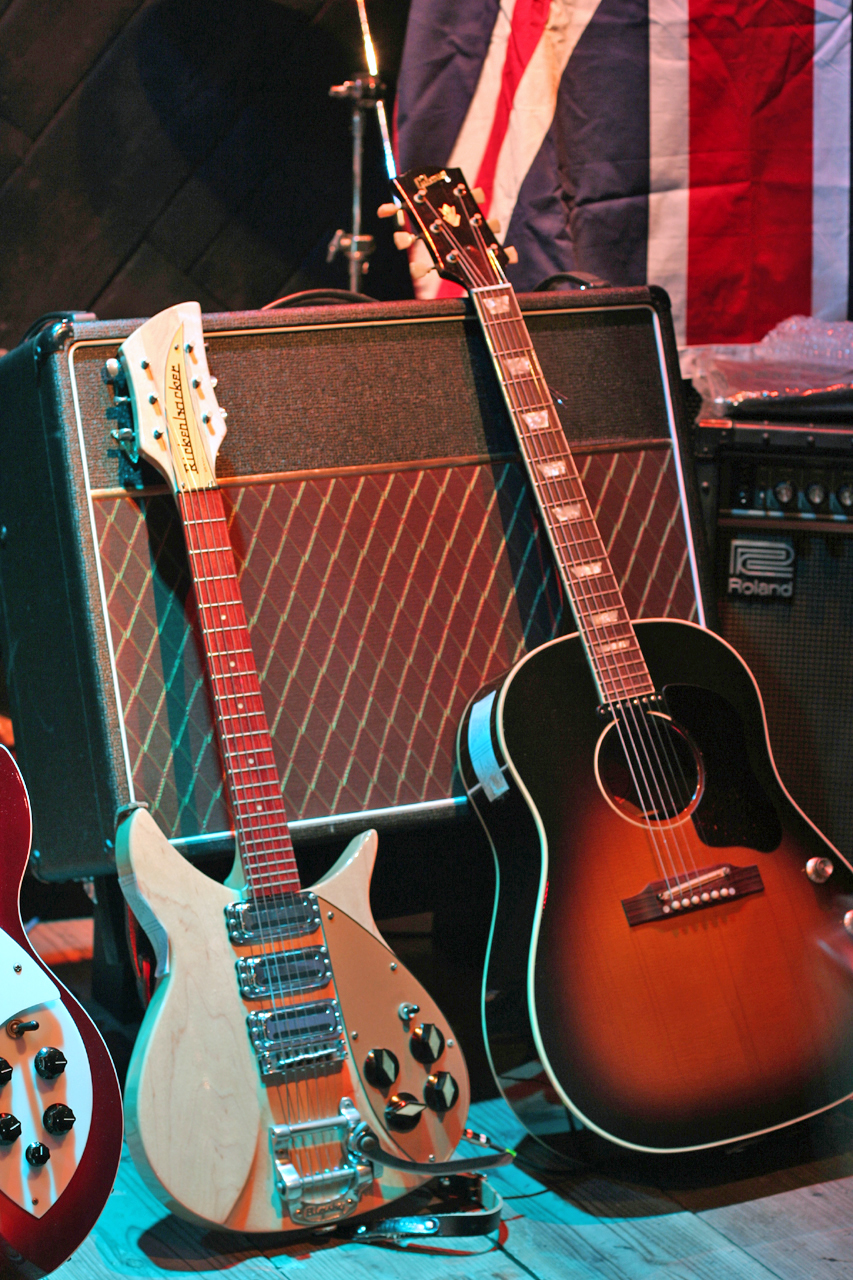
Eine Rickenbacker 325 wie von John Lennon ab 1960 gespielt (links im Bild). Rechts eine Gibson J-160E Westerngitarre. Dahinter ein Gitarrenverstärker vom Typ Vox AC30

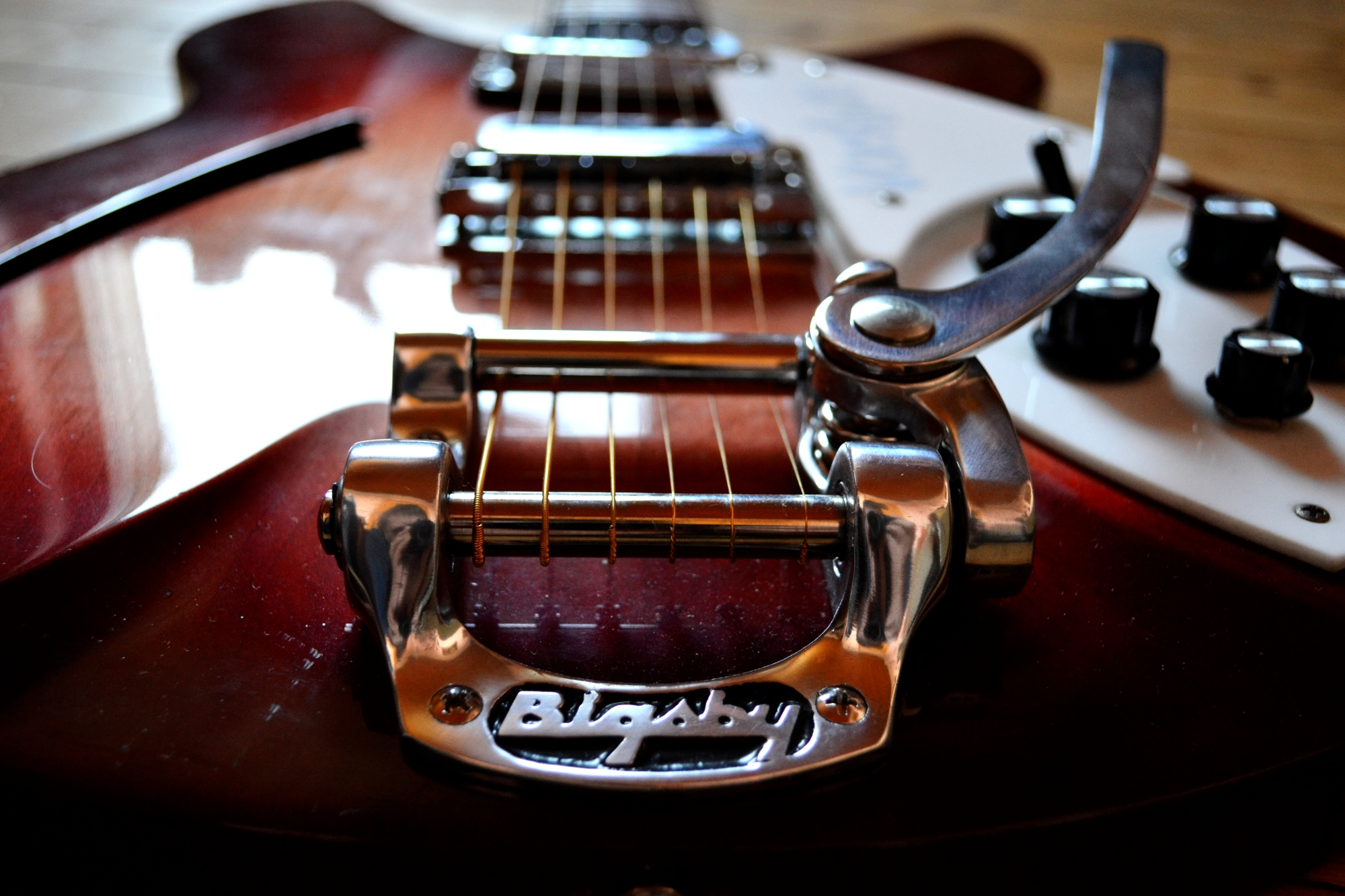
Ein Bigsby-Vibrato auf einer Rickenbacker-E-Gitarre (hier das Modell 330) wie Lennon es auf seine Gitarre montiert hatte

John Lennon besaß bis Mitte der 1960er-Jahre insgesamt vier Exemplare der Rickenbacker 325. Sein erstes Exemplar der Gitarre mit farblos-transparenter Korpuslackierung kaufte er im Jahr 1960 während der Zeit eines Gastspiels der Beatles in Hamburg. Im Jahr zuvor hatte er den Gitarristen Toots Thielemans im Quintett von George Shearing eine Rickenbacker spielen sehen und war sofort an dem Gitarrenmodell interessiert gewesen. In einem Interview im Jahr 1964 bezeichnete Lennon die Rickenbacker 325 als „schönste Gitarre überhaupt“ und lobte deren „unglaublich niedrige“ Saitenlage. Im selben Jahr bekam Lennon von Rickenbacker seine zweite 325 zur Verfügung gestellt, diese in schwarzer Korpuslackierung. Das dritte Exemplar kam vom britischen Rickenbacker-Vertrieb Rose, Morris, Ltd., und das vierte Instrument war eine zwölfsaitige Sonderanfertigung der 325 für Lennon.
Von Lennons Kauf seiner ersten Rickenbacker mit der Seriennummer V81 existieren zwei unterschiedliche Versionen. Nach Darstellung von John Hall, im Jahr 2001 Eigentümer von Rickenbacker, kaufte der Musiker das Instrument im Steinway-Haus am Hamburger Jungfernstieg; nach einer anderen Version erstand Lennon die Gitarre im Musikhaus Rotthoff an der Schanzenstraße – in der Nähe der Reeperbahn, wo die Beatles ihre Konzert-Engagements hatten. Für das Instrument wurde Ratenzahlung vereinbart. Im Laufe der frühen 1960er-Jahre ließ John Lennon an seiner ersten Rickenbacker einige Veränderungen durchführen. Das goldfarbene Schlagbrett (englisch: Pickguard) der Gitarre war beschädigt; ein Gitarrenbauer tauschte es bei einer Restaurierung gegen ein weißes aus. Auch die Drehknöpfe der Potentiometer wurden ausgewechselt, und das originale Kauffman-Vibrato wurde durch ein stimmstabileres Bigsby-Vibrato samt dazugehörendem Steg ersetzt. Im Jahr 1962 ließ Lennon Korpus und Kopfplatte des ursprünglich farblos lackierten Instruments schwarz überlackieren, um sie dem bei Bühnenauftritten eleganter gewordenen Erscheinungsbild der Beatles anzupassen.
Eine Beatles-Aufnahme, in der der Klang der Rickenbacker 325 klar identifiziert werden kann, ist die Studioversion des Lieds All My Loving vom 1963 erschienenen Album With the Beatles. Lennon spielt in dieser Aufnahme Rhythmusgitarre.
Lennons originale erste Rickenbacker 325 befindet sich heute im Besitz seiner Witwe Yoko Ono.

## Weitere prominente Benutzer der Rickenbacker 325
- Der Gitarrist John Fogerty spielte eine Rickenbacker 325 während seiner gesamten Zeit mit der US-Rockband Creedence Clearwater Revival.
- Die Gitarristin Susanna Hoffs, Mitglied der US-Popband The Bangles benutzte die Rickenbacker 325 als ihr Markenzeichen, bevor sie zu deren Schwestermodell Rickenbacker 350 mit Standardmensur wechselte.